# الطلاق في المسيحية

هنري الثامن ملك إنجلترا صاحب أشهر قضية طلاق في التاريخ الغربي.

الطلاق في المسيحية وفقًا لما ورد في إنجيل متي الإصحاح الخامس الآية رقم 21 «وقيل من طلق امرأته فليعطها كتاب طلاق وأما انا فاقول لكم إن من طلق امرأته إلا لعلّة الزنى يجعلها تزني ومن يتزوج مطلقة فإنه يزنى» فإن الطلاق في المسيحية يعتبر أمر غير مقبول.
تنظر المبادئ المسيحية للزواج على أنه علاقة أبدية. لذلك من الصعب الحصول على الطلاق نظرًا لكون الزواج عقدًا غير منحل، فقد قيّد القانون الكنسي حق الطلاق بعدة قيود لكن لم يصل إلى إلغائه، وظهرت أوضاع أخرى من التسهيلات كفسخ الزواج أو الهجر. ولعل إحدى أشهر قضايا الطلاق في التاريخ الغربي قضية طلاق هنري الثامن ملك إنجلترا من كاثرين أراغون عام 1534 ما أدى إلى تأسيس الكنيسة الأنجليكانية وذلك بعدما رفض البابا ترخيص طلاقه. علمًا أن عددًا من الكنائس البروتستانتية تسمح بالطلاق التوافقي بين الشخصين، إذ لا تر به سرًا.
وتتجلى مظاهر المساواة حسب الكنيسة في القوانين الكنيسة وتشريعاتها مع وجود الاختلافات بين الأحوال الشخصية لمختلف الكنائس، إلا أنها تشترك في عدد من التشريعات مثل حالتي الطلاق بما فيه فسخ الزواج أو الهجر، حيث يشترك الأب والأم في النفقات وتقاسم الثروات المدخرة بشكل متساوي إلا في بعض الحالات الخاصة، كما تعطى الحضانة للمرأة، في سنين الطفولة الأولى.

## الطلاق في أوروبا ظهوره وانتشاره
لم يكن الطلاق في أوروبا شائعا لانه كان مخالفا لما ورد في الانجيل حتى القرن الخامس عشر حينما كان الملك هنري الثامن في بداية أمره شديد التعلق بالمذهب الكاثوليكي، إلا أنه ولما أحس بقلة حيلته أمام موقف البابا الرافض لفسخ زواجه من «كاترين من أراغون»، قام بإعلان انشقاقه عن الكنيسة البابوية وصنع ما يعرف بـ «كنيسة انكلترا». بعدها بفترة طلق زوجته الأولى (1533 م)، ثم أعلن نفسه زعيما للكنسية في إنجلترا (1534 م). تشكلت ضده تحالفات جديدة كانت تعارض موقفه الانفصالي إزاء كنيسة روما، إلا أن الملك كان بالمرصاد لكل معارضيه، فطاردهم في كل مكان، وشملت حملته الكاثوليك والبروتستانت على حد سواء.
تاريخيًا كانت القوانين الغربية تمنع الطلاق ولم يتغير ذلك الا مع بداية فصل الدين عن الدولة واستحداث الزواج المدني. في القرن العشرين بدأت الدول ذات الغالبية الكاثوليكية في تشريع الطلاق قانونيًا منها إيطاليا (1970)، البرتغال (1975)، البرازيل (1977)، إسبانيا (1981)، الأرجنتين (1987)، جمهورية إيرلندا (1996)، التشيلي (2004) وكانت مالطا اخر الدول في العالم الغربي التي تمنع الطلاق وذلك حتى عام 2011. اليوم تبيح كافة الدول ذات الغالبية المسيحية الطلاق بإستثناء الفلبين والفاتيكان.

## الكنيسة الكاثوليكية الرومانية
على الرغم من أن الزواج لم يكن سرًا مقدسًا مُصَرّحًا ومحددًا، بحلول القرن التاسع أو العاشر، فقد انخفض معدل الطلاق إلى حد كبير تحت تأثير الكنيسة الكاثوليكية الرومانية، التي اعتبرت الزواج أُسِّس له من الله والمسيح ولا يمكن تفكيكه لمجرد عمل بشري. ثم عُرِّف الزواج لاحقًا على أنه سر مقدس، بدءًا من عام 1208، عندما طلب البابا إنوسنت الثالث من أعضاء حركة دينية أخرى الاعتراف بأن الزواج كان سرًا كشرط للقبول مرة أخرى في الكنيسة الكاثوليكية. في عام 1254، اتهم الكاثوليك الولدينسيين بإدانة سر الزواج، «قائلين إن المتزوجين يخطئون بشكل مميت إذا اجتمعوا بدون أن تكون الذرية هدفهم». في عام 1439، عرّف مجلس فلورنسا الزواج بأنه سر مقدس، وعزز تطور العقيدة من القرون الإثني عشر السابقة، ووصف الزواج بأنه «لا يمكن حلّه» «لأنه يدل على وحدة المسيح والكنيسة غير القابلة للتجزئة». ومن ثم يكمل المقطع، «على الرغم من أن الفصل بين السرير أمر قانوني بسبب الزنا، فإنه ليس من القانوني عقد زواج آخر لأن رابطة الزواج المعقود بشكل قانوني دائمة.»
على الرغم من أن الطلاق، كما هو معروف اليوم، كان مسموحًا به عمومًا في أوروبا الغربية بعد القرن العاشر، إلا أن الفصل بين الزوج والزوجة وإلغاء الزواج كانا معروفين أيضًا. ما يشار إليه اليوم باسم «الصيانة المنفصلة» (أو «الفصل القانوني») أُطلق عليه («الطلاق من المنام والطعام»). الزوج والزوجة منفصلان جسديًا وممنوعان من المساكنة أو العيش معًا؛ لكن العلاقة الزوجية لم تنته بينهما بالكامل. لم يكن للمحاكم المدنية سلطة على الزواج أو الطلاق.
عارضت الكنيسة الكاثوليكية تاريخيا تقنين الطلاق المدني في البلدان الكاثوليكية. على سبيل المثال، عندما أجازت جمهوريّة أسبانيا الطلاق في إسبانيا للمرة الأولى، كتب البابا بيوس الحادي عشر: «التشريع الإسباني الجديد، بسماحه المؤسف بالطلاق، يتجرأ على تدنيس ملجأ الأسرة، وبالتالي يغرس، محاولًا فسخ المجتمع المحلي، أسسًا أتعس لخراب الرفاه المدني.»
لا ينص (قانون كنسي) على الطلاق، لكن قد يُمنح إعلان البطلان عند تقديم دليل على عدم توفر الشروط الأساسية لعقد زواج صالح، أي أن السر المقدس لم يحدث بسبب وجود عائق. تُحدَّد أسباب الفسخ من قبل سلطة الكنيسة وتطبق في المحاكم الكنسية. عُرف الإلغاء باسم "divorce a vinculo matrimonii"، أو "الطلاق من جميع أواصر الزواج"، لأسباب شائعة من العوائق الموجودة وقت الزواج. "في حالات الطلاق التام، يُعلن الزواج باطلًا، وذلك لأنه لم يكن شرعيًا من الأساس. " ترى الكنيسة أن سر الزواج يكمن بإنتاج شخصٍ واحدٍ من اثنين لا ينفصلان عن بعضهما البعض:" يؤكد الكتاب المقدس أن الرجل والمرأة قد خلقا لبعضهما البعض: "ليس من الجيد أن يكون الرجل بمفرده". المرأة، "لحم جسده،" مساوية له، أقرب له في كل شيء، أعطاها الله "شريكًا"؛ إنها بالتالي تمثل الله الذي تأتي منه مساعدتنا. "لذلك يترك الرجل والده وأمه ويلتصق بزوجته، ويصبحان جسداً واحداً". يبين الرب بنفسه أن هذا يدل على وجود اتحاد غير قابل للكسر لحياتهما عن طريق التذكير بما كانت عليه خطة الخالق "في البداية": "لذلك هما ليسا جسدين بعد اليوم، بل جسدًا واحدًا". بما أن الزوجين أصبحا شخصًا واحدًا عند الزواج، ولا يمكن اعتبار هذه الوحدة وحدًا إلا إذا دخلت الطرفان في الزواج بشكل غير صحيح في البداية، وفي هذه الحالة لا يوجد زواج بشكل شرعي.
في عام 2016، نشر البابا فرانسيس موعظةً (متعة الحب). ومع ذلك، لم تكن هناك تحديثات للقانون الكنسي الكاثوليكي الروماني نتيجة لهذه الموعظة الرسولية التي تتعلق باستقبال المناولة المقدسة من قبل الذين تطلقوا والذين تزوجوا من جديد ويعيشون معًا «وفقًا للأعراف الزوجية».

## الكنيسة الأرثوذكسية الشرقية
تقر الكنيسة الأرثوذكسية الشرقية أن هناك مناسبات عندما يكون من الأفضل أن ينفصل الأزواج، وُيسمح بالزواج مرة أخرى في قوانين الكنيسة، على الرغم من أن قواعد الطلاق فيها أكثر صرامة من الطلاق المدني في معظم البلدان. بالنسبة للأرثوذكس الشرقيين، فإن الزواج «غير قابل للحل» لأنه لا ينبغي كسره، وانتهاك هذا الاتحاد، الذي يُنظر إليه على أنه مقدس، يعد جريمة ناتجة إما عن الزنا أو الغياب المطول لأحد الشركاء. وهكذا، فإن السماح بالزواج من جديد هو عمل تعطف به الكنيسة تجاه مرتكبي الخطايا. قد يشير معدل الطلاق المنخفض للغاية بين المسيحيين الأرثوذكس في اليونان إلى أن نفس الشيء يمكن أن يقال بالنسبة للمسيحيين الأرثوذكس في الولايات المتحدة، ولكن المعدلات الأمريكية غير قاطعة. من المحتمل أن يكون معدل الطلاق الفعلي أعلى إلى حد ما بسبب الطلاق المدني الذي يمكن الحصول عليه دون طلاق كنسي مصاحب. عادة ما يُسمح للأفراد المطلقين بالزواج مرة أخرى رغم أنهم غالبًا ما يُفرض عليهم كفارة من قِبل أسقفهم، بالإضافة إلى أن إجراءات الزواج الثاني في هذه الحالة يسودها الندم أكثر من الفرح. تنص الكنيسة الأرثوذكسية تقليديا على «أنها تبارك الزواج الأول، وتؤدي الزواج الثاني، وتتسامح مع الزواج الثالث، وتحظر الزواج الرابع». يُسمح للأرامل بالزواج مرة أخرى دون تبعات، ويعتبر زواجهما الثاني مباركًا تمامًا مثل الأول. استثناء واحد لهذه القاعدة هو رجال الدين وزوجاتهم. إذا مات كاهن متزوج، فمن المُفضَّل ألا تتزوج أرملته مرة أخرى. كما لا يسمح للقساوسة الأرامل بالزواج وينتهي بهم الأمر كثيرًا في الأديرة.